# St. Leonhard (Eschlbach)

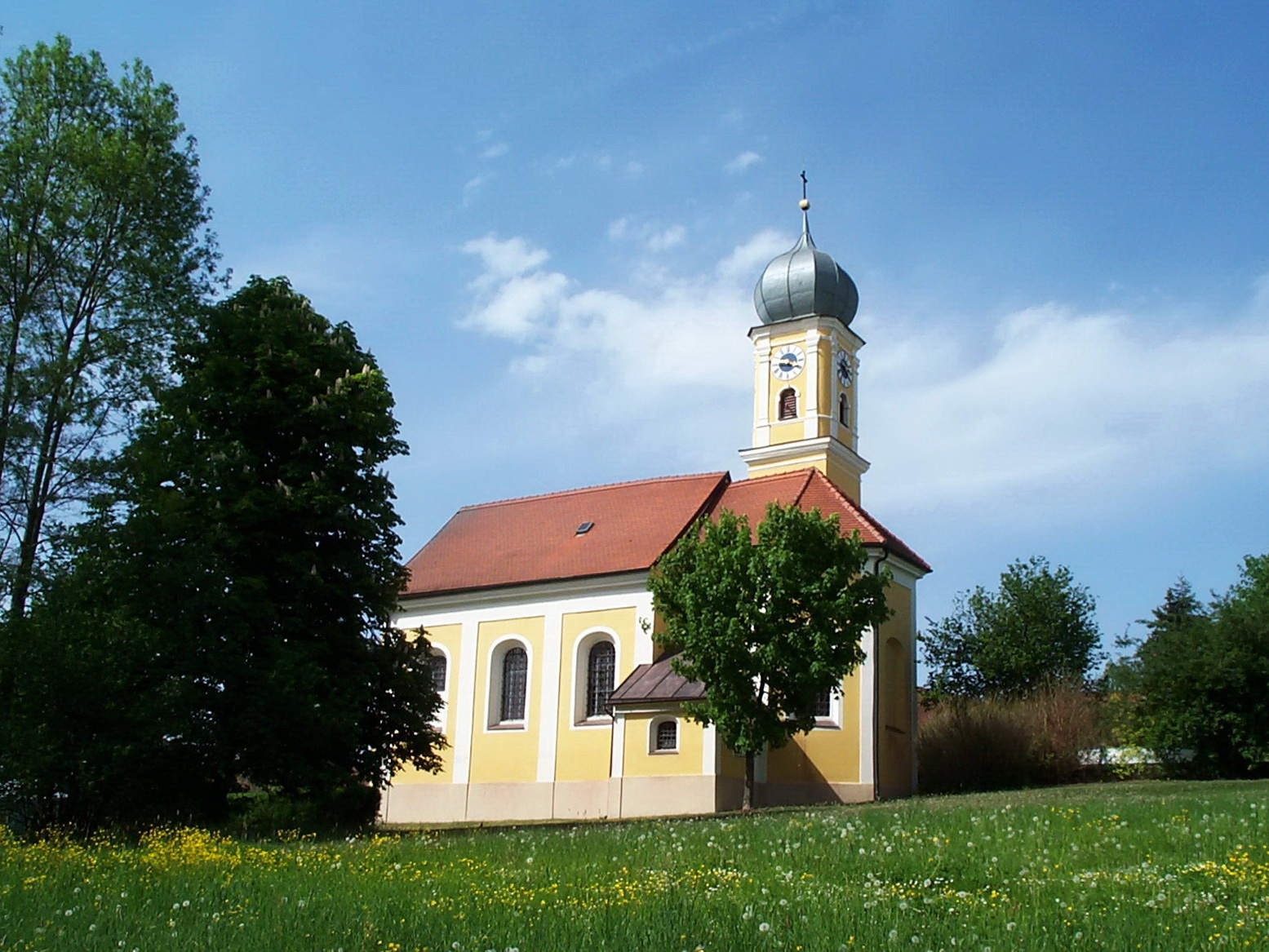
Eschlbach, Kirche Sankt Leonhard

Die Kirche St. Leonhard in Eschlbach, einem Ortsteil der Gemeinde Leiblfing im Landkreis Straubing-Bogen in Niederbayern, ist eine denkmalgeschützte barocke Filialkirche. Sie ist im örtlichen Denkmalverzeichnis unter der Erfassungsnummer D-2-78-146-3 verzeichnet.

## Geschichte
Im Jahr 1716 wurde die Kirche des Heiligen St. Leonhard im barocken Stil erbaut. Alte Aufzeichnungen sprechen jedoch nicht von einer Erbauung, sondern von einem Umbau, da sich an Stelle der heutigen Kirche zuvor mindestens eine Kapelle befunden haben soll. Diese Kapelle war ebenfalls dem Heiligen St. Leonhard geweiht. Manche Aufzeichnungen sprechen sogar von einer zweiten Kapelle, dem Heiligen Petrus geweiht, direkt neben der ersten Kapelle. Beide Kapellen sollen so zur heutigen Kirche umgebaut wurden sein.
Renovierungen der Kirche wurden 1957 und 1990–1991 durchgeführt. Seit dem 5. Mai 1991 wird sie wieder für den Gottesdienst genutzt.
Aus der Erbauungszeit stammt der Hochaltar, der den Heiligen St. Leonhard zeigt.

## Quelle
- Website zur Kirche

Koordinaten: 48° 47′ 22,2″ N, 12° 29′ 33,5″ O